# Vistilia

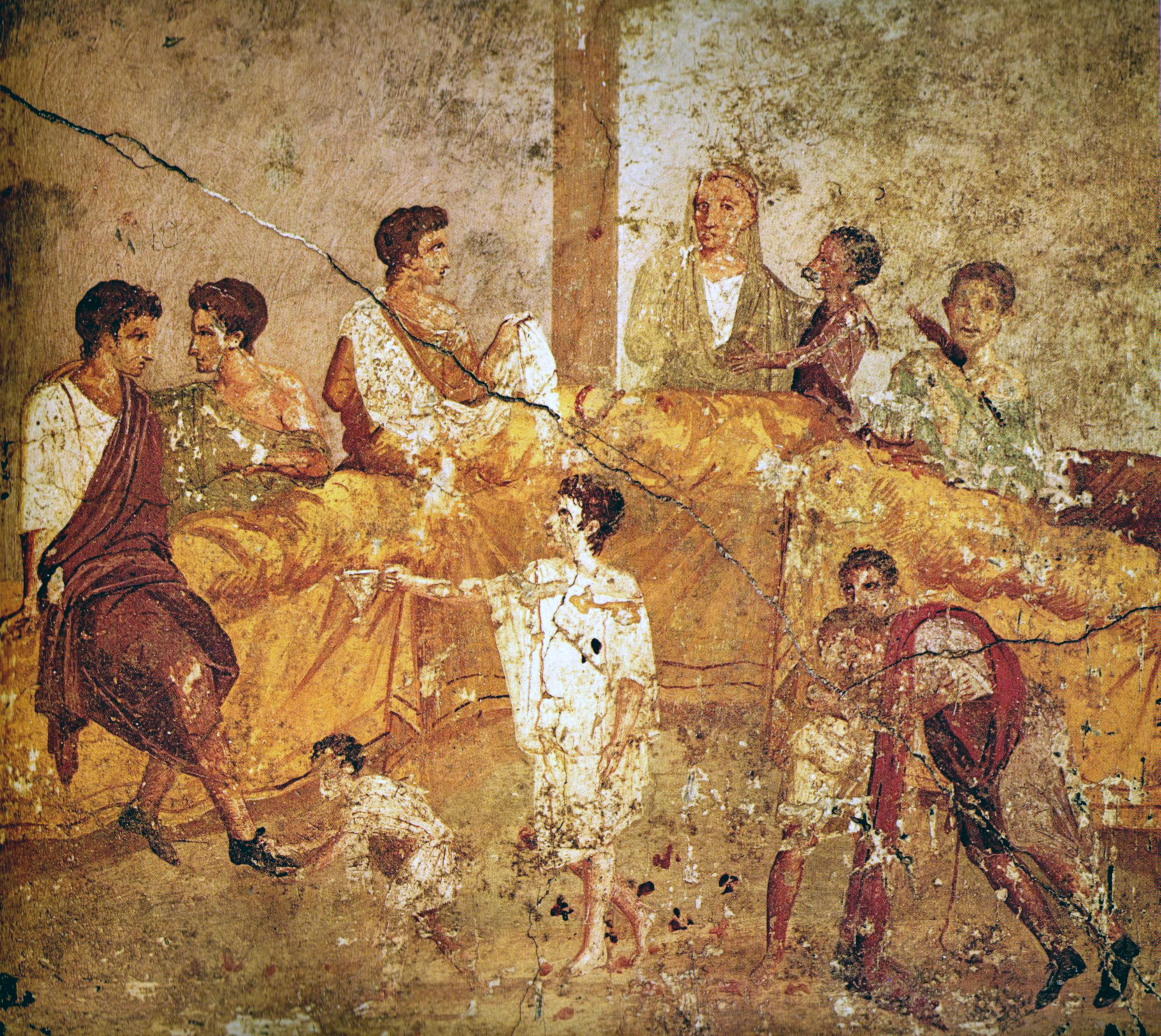
Banquete familiar, pintura del.

Vistilia  fue una dama romana de los siglos I a. C. y I d. C., conocida por haber estado casada en seis ocasiones y haber tenido descendencia de todos sus maridos.

## Nacimiento y familia
Vistilia nació alrededor del año 30 a. C. y fue miembro de la gens Vistilia, un clan familiar poco conocido, quizá originario de Iguvium, Umbría. Su hermano fue el pretor Sexto Vistilio y es homónima de otra Vistilia, quizá hija del pretor, desterrada a la isla de Sérifos en el año 19.

## Matrimonios y descendencia
Su hermano fue íntimo amigo de Druso el Mayor, lo que explica que fuese una novia cotizada por la nobleza. Sin embargo, de sus seis maridos, solo Cneo Domicio Corbulón está atestiguado directamente en las fuentes. Fue sucesivamente madre de Glicio, nacido alrededor del año 15 a. C., cuyo praenomen pudo ser Lucio y fue abuelo de Publio Glicio Galo (consul suffectus alrededor del año 84); de los hermanos Quinto Pomponio Segundo y Publio Pomponio Segundo, nacidos los años 14 y 12 a. C. respectivamente, consulares a comienzos del reinado de Claudio; de Orfito, nacido alrededor del año 11 a. C., de quien descienden los Escipiones Orfitos; de Publio Suilio Rufo, nacido entre los años 10 y 7 a. C., delator en tiempos de Claudio y desterrado por Nerón; de Cneo Domicio Corbulón, nacido entre los años 4 a. C. y 1 d. C., hijo de Corbulón el Mayor y famoso general al frente durante doce años de la guerra en Armenia que fue ejecutado por orden de Nerón; y de Milonia Cesonia, nacida alrededor del año 5, última esposa de Calígula. 
Según Vervaet, los hijos de Vistilia formaron una factio o clan político unido por intereses comunes y su relación con Germánico y el clan de los Vitelios. Para Syme, en cambio, no son más que a collection. Bruun, sin embargo, ha precisado que Plinio el Viejo —la fuente para los hijos de Vistilia— no dice el sexo de sus cuatro primeros hijos, ni con cual de sus tres primeros maridos tuvo dos hijos, ni siquiera si sobrevivieron a la infancia. Añade, además, que la ofrecida por Syme es solo una de las muchas posibilidades de interpretar el pasaje de la Historia natural.